# Emporia (Kansas)
Emporia is een plaats (city) in de Amerikaanse staat Kansas, en valt bestuurlijk gezien onder Lyon County.

## Demografie
Bij de volkstelling in 2000 werd het aantal inwoners vastgesteld op 26.760.
In 2006 is het aantal inwoners door het United States Census Bureau geschat op 26.188, een daling van 572 (-2.1%).

## Geografie
Volgens het United States Census Bureau beslaat de plaats een oppervlakte van
25,8 km², waarvan 25,6 km² land en 0,2 km² water. Emporia ligt op ongeveer 348 m boven zeeniveau.

## Plaatsen in de nabije omgeving
De onderstaande figuur toont nabijgelegen plaatsen in een straal van 24 km rond Emporia.